# UN-Klimakonferenz in Glasgow 2021

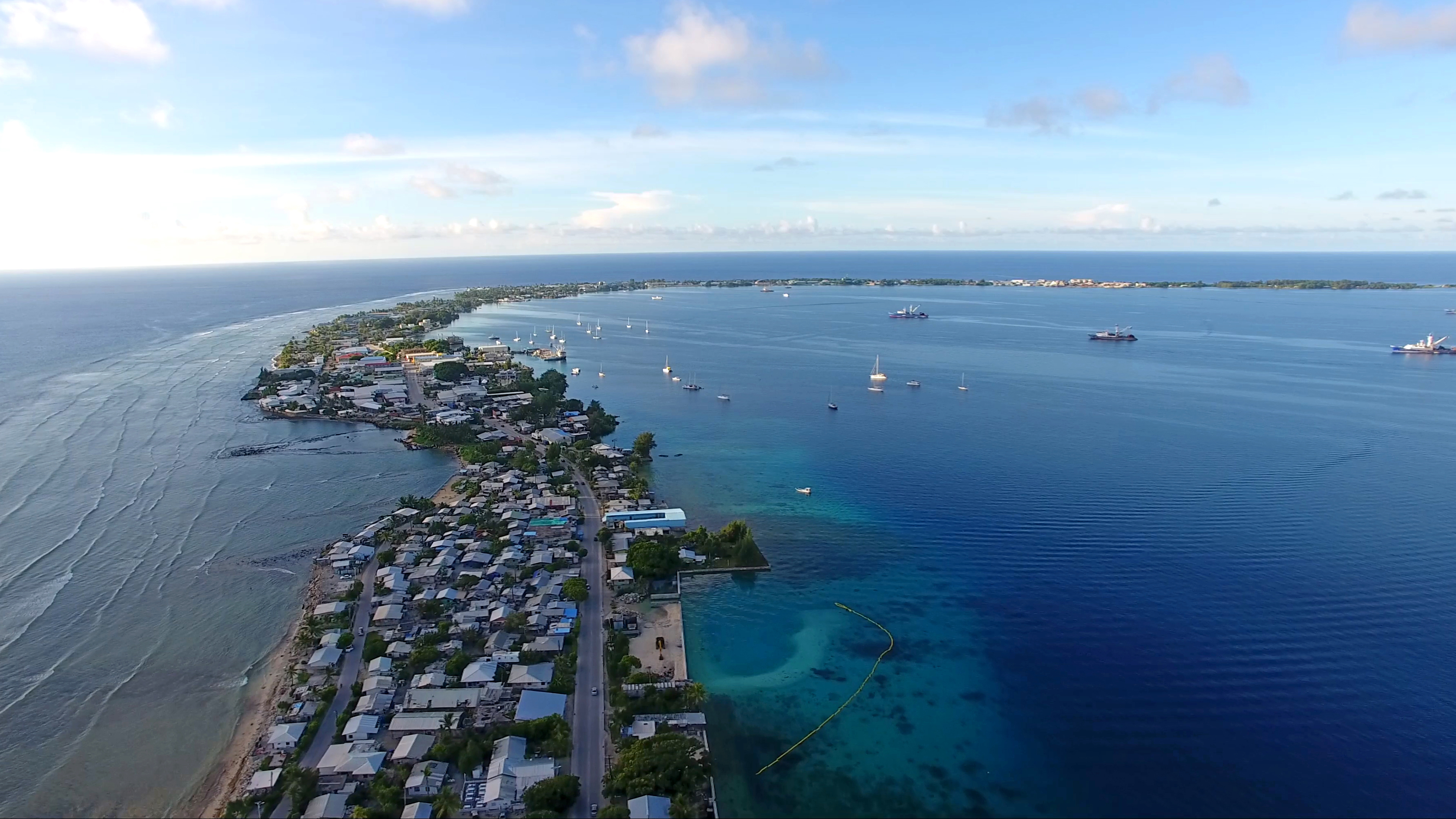
Folgen der globalen Erwärmung: Anstieg des Meeresspiegels auf den Marshallinseln (Luftaufnahme aus dem Dokumentarfilm One Word von 2020)

Die UN-Klimakonferenz in Glasgow 2021, international bekannt als COP 26 (englisch United Nations Framework Convention on Climate Change, 26th Conference of the Parties – COP26), war die 26. UN-Klimakonferenz. Ursprünglich als UN-Klimakonferenz 2020 für den November 2020 im schottischen Glasgow geplant, wurde die COP 26 jedoch im April 2020 aufgrund der COVID-19-Pandemie auf das Zeitfenster vom 31. Oktober bis 12. November 2021 vertagt und fand im dortigen Scottish Event Campus (SEC) mit angeschlossener Arena statt.
Veranstaltet wurde die Konferenz von Großbritannien in Partnerschaft mit Italien.
Der britische Premierminister Boris Johnson ernannte am 13. Februar 2020 Alok Sharma zum Präsidenten der Konferenz, zusätzlich zu dessen neuer Funktion als Secretary of State for Business, Energy and Industrial Strategy (BEIS) (Staatssekretär für Wirtschaft, Energie und Industriestrategie); bis dahin war Sharma Minister für internationale Entwicklung gewesen (Secretary of State for International Development).
Die COP 26 war auch das 16. Treffen zum Kyoto-Protokoll (16th Meeting of the Parties to the 1997 Kyoto Protocol, CMP 16) und das 5. Treffen der „Konferenz der Vertragspartner des Pariser Abkommens“ (Conference of the Parties serving as the meeting of the Parties to the Paris Agreement, CMA 3); sie war die Folgekonferenz der COP 25 im Dezember 2019 im spanischen Madrid.
Ziel der Klimakonferenz der Vereinten Nationen war es, einen effektiven Klimaschutz in die Wege zu leiten – speziell das 1,5-°C-Ziel des Pariser Abkommens in Reichweite zu halten.
Die Folgekonferenz UNFCCC COP 27 fand vom 7. bis 18. November 2022 im ägyptischen Scharm asch-Schaich statt.

## Vertagung nach 2021
Ende März/Anfang April 2020 wurde der Scottish Event Campus, das für die COP 26 als Tagungsort vorgesehene Ausstellungs- und Kongresszentrum, vorübergehend in ein Not-Krankenhaus für COVID-19-Erkrankte umfunktioniert.
Am 1. April 2020 postete die finnische Umweltministerin Krista Mikkonen auf dem Mikroblogging-Dienst Twitter, dass die COP 26 aufgrund der COVID-19-Pandemie in den Herbst des folgenden Jahres verschoben werden solle. Die geschäftsführende britische Regierung bestätigte wenig später die gemeinsame Entscheidung zwischen dem UN-Klimasekretariat und den beiden Veranstaltern Großbritannien und Italien.
Die Verschiebung wurde als „herber Rückschlag für den Klimaschutz“ bewertet, da die Weltklimakonferenz 2020 in Schottland als wichtigste seit langem galt zur Nachbesserung der 2015 in Paris zur Begrenzung, Kontrolle und Management der globalen Erwärmung beschlossenen Punkte wie das 1,5-Grad-Ziel. Andererseits wurde die Hoffnung geäußert, dass eine Abwahl Donald Trumps bei den US-Präsidentschaftswahlen 2020 im November 2020 der verschobenen COP 26 zu einem großen Aufbruch verhelfen könne. Durch die Verschiebung fand die Klimakonferenz auch nach Veröffentlichung des ersten Teils des Sechsten Sachstandsberichts des IPCC statt, den der Präsident der Klimakonferenz, Alok Sharma, als die bislang „eindringlichste Warnung“ vor dem menschengemachten Klimawandel bezeichnete.

## Vorbereitungen und Vorfeld

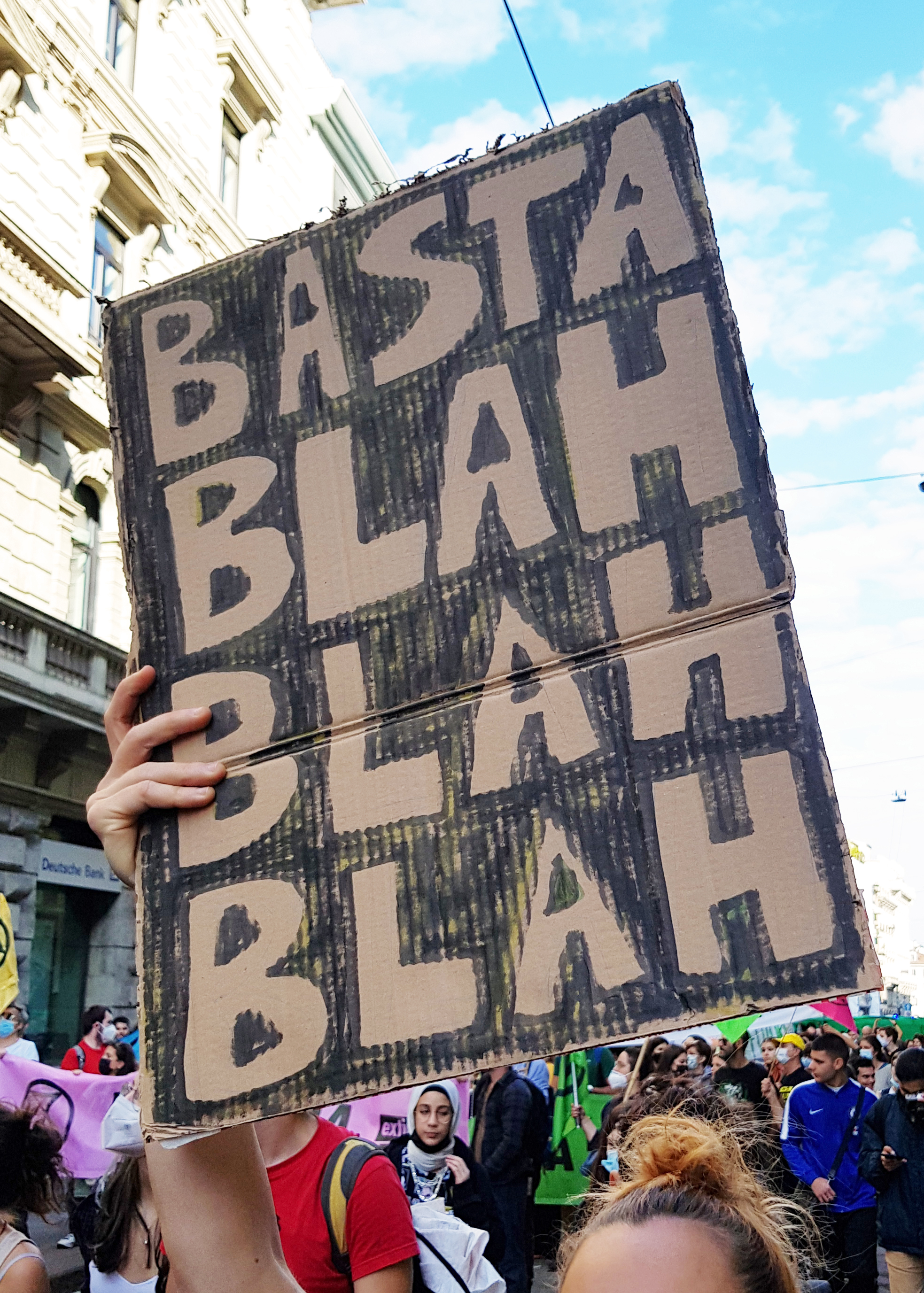
Das von Greta Thunberg vorgegebene Motto der Fridays-for-Future-Bewegung: „Basta Blah, Blah, Blah!“ (sinngemäß „Taten statt Geschwätz!“, Bild von einer Kundgebung zur Youth4Climate in Mailand Ende September 2021)

Ende April 2020 fand der jeweils auf Ministerialebene zur Vorbereitung dienende 11. Petersberger Klimadialog mit ca. 35 teilnehmenden Staaten aufgrund der weltweiten COVID-19-Pandemie erstmal digital statt. Hier sollten stark verbesserte Klimaschutz-Zusagen der Staatengemeinschaft erreicht werden, um mindestens das Zwei-Grad-Ziel der Vereinten Nationen noch erreichen zu können.
Ende Februar 2021 stellte das UN-Klimasekretariat nach der Auswertung 48 nationaler Klimapläne fest, dass zur Einhaltung des 1,5-Grad-Ziels teils umfangreiche Nachbesserungen notwendig seien.
In einem als überraschend bewerteten Urteil befand das deutsche Bundesverfassungsgericht am 29. März 2021 das deutsche Klimaschutzgesetz als unzureichend; die amtierende Bundesregierung verabschiedete darauf umgehend das Erste Gesetz zur Änderung des Bundes-Klimaschutzgesetzes.
In einer am internationalen Tag der Erde im April 2021 begonnenen zweitägigen virtuellen Gipfelkonferenz berieten auf Einladung von US-Präsident Joe Biden vierzig führende Politiker über Klimapolitik, darunter die Regierungschefs der 17 wichtigsten Industrie- und Schwellenländer.
Ab 3. Mai 2021 fand der 12. Petersberger Klimadialog erneut als digitales Treffen statt; am 5. Mai traf sich in diesem Rahmen die deutsche Bundesumweltministerin Svenja Schulze mit Umweltministern und anderen Regierungsvertretern aus rund 40 Staaten. Hier wurde der Stand der internationalen Verhandlungen erörtert und die Klimakonferenz in Glasgow vorbereitet. Gegen Ende sprachen der UN-Generalsekretär António Guterres, die deutsche Bundeskanzlerin Angela Merkel sowie der britische Premierminister Boris Johnson zur Versammlung; jenseits von Appellen zur Verstärkung vor allem der finanziellen Anstrengungen gab es jedoch keine Ergebnisse.
Ende September 2021 trafen sich 400 Jugendliche in Mailand zur Youth4Climate, um Vorschläge für die COP 26 vorzubereiten; diese wurden zum Abschluss einer internationalen Ministerrunde vorgestellt. Die deutsche Delegation betonte Vorschläge zur effektiven Preisbildung bei der CO2-Bepreisung, damit bisher externalisierte Kosten darin abgebildet würden, sowie Klimabildung als Schlüssel für effektiven Klimaschutz.
Vom 11. bis 15. Oktober 2021 fand vom chinesischen Kunming aus per Videokonferenz mit ca. 5.000 Teilnehmenden der erste Teil der 15. Weltnaturschutzkonferenz (COP 15 (CBD)) statt.
Beim unmittelbar vor Beginn der COP 26 Ende Oktober in Rom stattgefundenen „G20“-Gipfel konnten sich die Teilnehmenden lediglich erneut auf das 1,5°-Ziel von Paris verständigen, Übereinkünfte zu entsprechenden Maßnahmen oder für ein genaueres Datum zur Klimaneutralität, einen Ausstieg aus der Kohleverstromung oder zur Beendigung der Subvention fossiler Brennstoffe konnten nicht erzielt werden.
Ende Oktober ermunterte in Rom auch Papst Franziskus zu mehr Klimaschutz.
Im Oktober 2021 berichtete die BBC über geleakte Dokumente, die zeigen, dass Saudi-Arabien, Japan und Australien zu den Ländern gehörten, die die UNO drängten, die Notwendigkeit einer schnellen Abkehr von fossilen Brennstoffen herunterzuspielen. Laut dem BBC-Bericht warf die Lobbyarbeit Fragen für den globalen Klimagipfel COP26 auf.

## Teilnahme

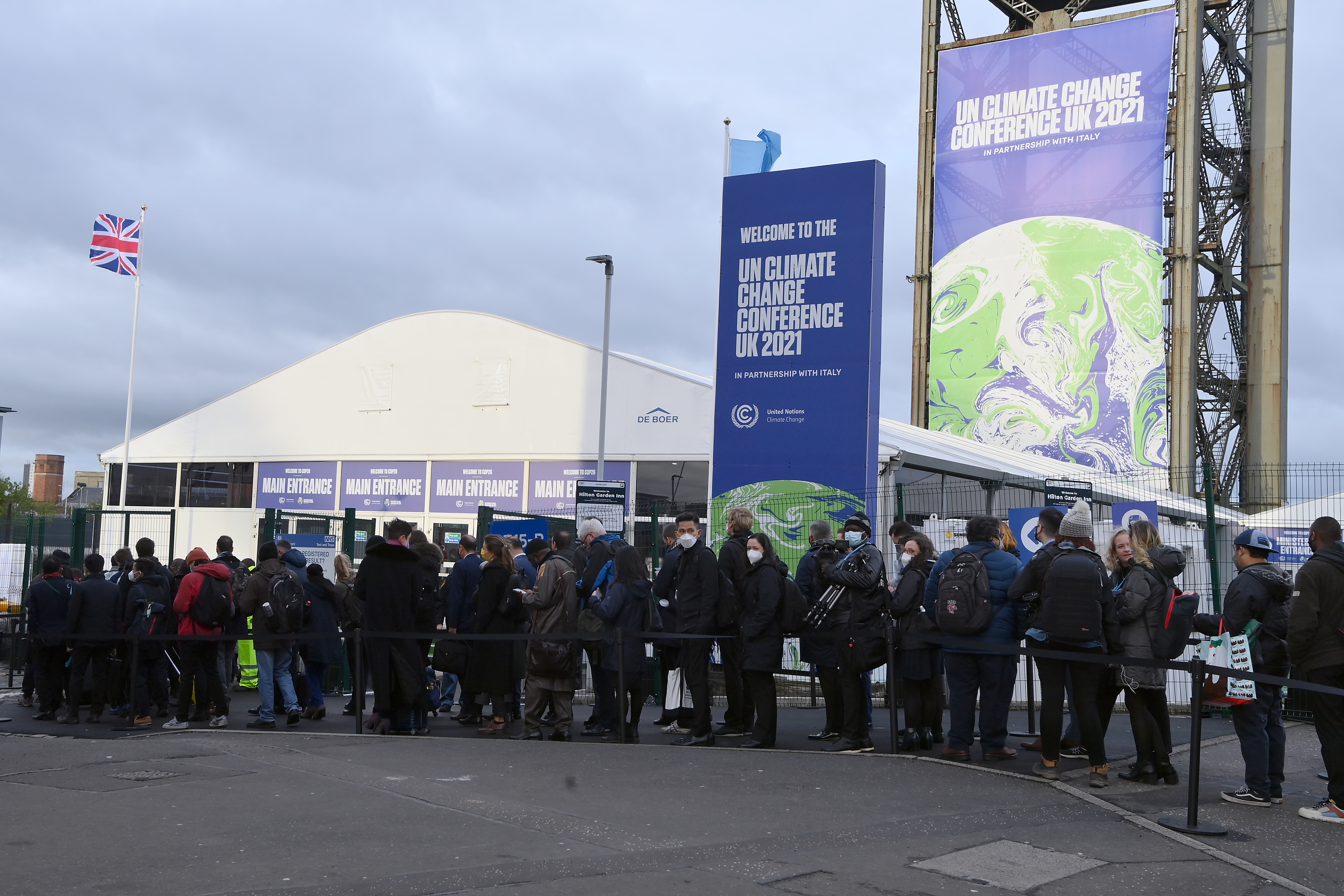
Teilnehmende & Delegationen am Haupteingang des Veranstaltungszentrums (1. November)

An der COP 26 nehmen rund 200 Länder und ca. 25.000 Personen teil; darüber hinaus wurden zahlreiche Klimaschutz-Aktivistinnen wie Greta Thunberg oder Luisa Neubauer erwartet. Anreisen sollten auch US-Präsident Joe Biden mit dem US-Sonderbeauftragten für Klimafragen Kerry, die geschäftsführende deutsche Bundeskanzlerin Angela Merkel mit ihrem kommissarischen Finanzminister und designierten Kanzler Olaf Scholz, auch die Präsidenten Frankreichs, Spaniens, Ägyptens, Indonesiens sowie EU-Spitzen-Personal. Der chinesische Präsident Xi Jinping nahm nicht teil – offiziell aufgrund der Corona-Pandemie. Der russische Präsident Putin nahm nur online daran teil. China gilt als größter nationaler Treibhausgas-Emittent. Der türkische Präsident Recep Tayyip Erdoğan sagte seine Teilnahme nach dem G20-Treffen in Rom „aufgrund von Sicherheitsbedenken“ kurzfristig ab. Brasiliens Präsident Jair Bolsonaro nimmt ebenfalls nicht persönlich teil, die Landesdelegation führt stattdessen Umweltminister Joaquim Leite an.
Unter den Teilnehmenden ist z. B. auch eine Abordnung der Vereinigung der indigenen Völker Brasiliens (ABIP) mit ihrer Leiterin Sônia Guajajara: Sie wollen ihr Fachwissen zum Schutz des Amazonas-Regenwalds zur Lösung der globalen Krise einbringen.

## Verlauf
Zu Beginn der COP 26 richtete der britische Premierminister Boris Johnson als Vertreter des gastgebenden Lands hohe Erwartungen an die rund 200 teilnehmenden Länder: Er bezeichnete die Konferenz als „letzte Chance“ für eine gemeinsame Klimaschutz-Politik – bei einem Scheitern „scheit’re alles“, es sei „eine Minute vor Zwölf“. UNO-Generalsekretär António Guterres appellierte ebenfalls für deutlich verschärfte Anstrengungen, um sich „nicht sein eigenes Grab zu schaufeln“. Öffentliche Aufmerksamkeit erhielt die Rede des Außenministers des pazifischen Inselstaates Tuvalu, Simon Kofe, der in einer vorab auf Video aufgezeichneten Ansprache, knietief im Meerwasser vor der Küste seiner Heimat stehend, auf die Gefahren des Klimawandels und des steigenden Meeresspiegels für die Länder Ozeaniens aufmerksam machte und entsprechende Gegenmaßnahmen forderte. Die UN-Klima-Beauftragte Patricia Espinosa Cantellano fand vor dem Plenum deutliche Worte ebenso wie Alok Sharma, der britische Präsident der COP 26. Die Eröffnungszeremonie am 1. November sollte der damalige britische Thronfolger Charles eröffnen; Königin Elisabeth II. blieb dem Empfang aus gesundheitlichen Gründen allerdings fern.

## Inhalte und Resultate

### Verpflichtungserklärungen

#### Klimaanpassung
Wesentlicher Schwerpunkt der COP 26 sind die Verhandlungen um den finanziellen Ausgleich und die Unterstützung der („entwickelten“) Industrienationen, welche die Erderwärmung maßgeblich verursacht haben an die „weniger entwickelten“ und „ärmeren“ Länder („Schwellenländer“), welche tendenziell am meisten unter den Folgen der globalen Erwärmung zu leiden haben („Loss and Damage“). Außerdem verpflichteten sich Großbritannien, Spanien, Japan, Australien, Norwegen, Irland und Luxemburg dazu, ihre Klimafinanzierung aufzustocken. Die Mittel aus dem Topf der Klimafinanzierung bestehen zu etwa 70 Prozent aus Krediten, nur 30 Prozent sind Zuschüsse.

#### Klimaneutralität
Am 1. November erklärte Indiens Premierminister Narendra Modi, sein Land strebe an, bis zum Jahr 2070 Klimaneutralität erreicht zu haben und kündigte Nachbesserungen in einigen Bereichen an. Indien ist der drittgrößte Emittent von Treibhausgasen weltweit, hat im Vergleich zu den anderen großen Wirtschaftsnationen aber die geringsten Pro-Kopf-Emissionen.

#### Entwaldung
Am 2. November unterzeichneten die Repräsentanten von 100 Staaten eine Absichtserklärung, nach der die globale Entwaldung bis zum Jahr 2030 gestoppt werden soll. Die an der Erklärung beteiligten Länder verfügen über etwa 85 % der weltweiten Waldfläche. Dafür sollen bis 2025 19,2 Mrd. US$ bereitgestellt werden, 12 Mrd. aus öffentlichen Geldern plus 7,2 Mrd. aus privaten Investitionen. Im Gegensatz zur New York Declaration on Forests aus dem Jahr 2014, die ebenfalls dieses Ziel proklamiert hatte und die von 40 Teilnehmerstaaten unterzeichnet worden war, gehörten diesmal auch Staaten wie Brasilien, Russland und die Volksrepublik China zu den Mitunterzeichnern.

#### Methanemissionen
Im Vorfeld der Konferenz am 18. September 2021 kündigten die Vereinigten Staaten von Amerika und die Europäische Union eine globale Methan-Verpflichtung" (Global Methane Pledge) an. Sechs weitere Staaten, darunter vier weitere bedeutende Methan-Emittenten, hatten zu diesem Zeitpunkt ihre Unterstützung signalisiert. Am 2. November 2021 unterzeichneten 100 Teilnehmerstaaten der Konferenz die Verpflichtung. Darin wird eine Reduktion der globalen Methan-Emissionen bis zum Jahr 2030 um mindestens 30 % angestrebt, ausgehend vom Niveau des Jahrs 2020. Die Reduktion soll vor allem durch Verbesserungen bei den Hauptquellen für die Methanemissionen wie Öl-, Gas- und Kohleförderung, Landwirtschaft und Abfalldeponien erfolgen. Die drei großen Methan-Emittenten Russland, Volksrepublik China und Indien gehörten nicht zu den Unterzeichnern. Beobachter kritisierten außerdem, dass die Vereinbarung rein freiwillig sei und keine Sanktionen bei Nichteinhaltung drohten.

#### Kohleausstieg
Länder wie Chile, Polen, die Ukraine, Südkorea, Indonesien und Vietnam haben sich darauf geeinigt, in den 2030er Jahren aus der Kohle auszusteigen, ärmere Länder spätestens in den 2040er Jahren. Zu den unterzeichnenden Ländern gehören einige der weltweit größten Nutzer von Kohle, nicht jedoch die drei weltweit größten Nutzer des Brennstoffs, China, Indien und die USA.

#### Verbrenner-Ausstieg
Etwa 30 Staaten bekannten sich zu einem Ende für Verbrenner-Fahrzeuge vor 2040. Deutschland ist nicht darunter.
Einige der größten Autohersteller unterzeichneten die freiwillige „Glasgow Declaration on Zero Emission Cars and Vans“ nicht. Ob diese Erklärung der richtige Ansatz ist, wurde jedoch in Frage gestellt – Greenpeace nannte sie „enttäuschend schwach“. Die Aktivisten verklagten einen der Autohersteller stattdessen vor Gericht.

## Rezeption

### Proteste
Am 7. November, dem globalen Aktionstag für Klimagerechtigkeit, nahmen laut der BBC rund 100.000 Menschen an einer Demonstration in Glasgow teil. Demonstranten im Umfeld der Fridays-for-Future-Bewegung kritisierten unter anderem, dass Interessen von Unternehmen im Vordergrund stehen und Politiker es versäumen, sich mit der erforderlichen Dringlichkeit mit dem Klimanotstand und seinen zugrundeliegenden Ursachen zu befassen.

### Resultate
Die australische Regierung wurde dafür kritisiert, dass sie ein Unternehmen für fossile Brennstoffe auf dem Gipfel mitnahm, ihre Ambitionen nicht näher an ihre Kapazitäten erhöhte, sich nicht zur Verringerung von Methanemissionen bekannte und sich nicht zum Ausstieg aus der Kohle bekannte.
Zu weiteren Kritikpunkten an den Ergebnissen gehört, dass laut Beobachtern nicht nur Verpflichtungen eingegangen werden müssen, sondern auch klare Vorschriften für Klimaschutz und Klimaanpassung, sowie robuste Mechanismen, die es ermöglichen relevante Parteien für ihre Verpflichtungen zur Rechenschaft zu ziehen. Es wurde festgestellt, dass Finanzunternehmen nicht daran gehindert werden, frei private Investitionen in fossile Brennstoffe zu tätigen, dass die Transparenz und Qualität – und nicht nur die Quantität oder Höhe – der Zusagen im Mittelpunkt stehen sollten, dass eine Beendigung von Entwaldung bis 2030 zu spät ist, dass Länder umfassende Pläne veröffentlichen müssen, wie sie ihre Ziele erreichen wollen, und dass die Zusagen nicht verbindlich sind, wobei auf der Konferenz keine Bestrafungsmechanismen eingeführt wurden und man sich anscheinend damit zufriedengibt, relevante Organisationen den Ansatz freiwilliger „Selbstregulierung“ durchführen zu lassen. Kritikern zufolge würden derartige Missstände die Konferenz zu einer „Greenwashing“-Veranstaltung mit leeren Versprechungen machen.
Am 9. November berichtete Climate Action Tracker, dass die derzeitigen Ziele für 2030 „völlig unzureichend“ seien und die globale menschliche Zivilisation bis zum Ende des Jahrhunderts auf einen Temperaturanstieg des Erdsystems von 2,4 °C zusteuert. Sie werteten die Pledges von 40 Ländern, die für 85 % der zugesagten Net-Zero-Emissionssenkungen verantwortlich sind, aus und erklären, dass nur Nationen, die für 6 % der weltweiten Emissionen verantwortlich sind, Ziele festgelegt haben, die sie als „akzeptabel“ einstuften, weil sie umfassend sind und mit einem detaillierten veröffentlichten Plan verbunden sind, welcher die konkreten Schritte und Wege beschreibt, mit denen diese Ziele erreicht werden könnten. Darunter ist die EU – Deutschland jedoch nicht.

## Sponsoring
Frühere Klimakonferenzen wurden von Unternehmen gesponsert, die im Bereich der fossilen Energieträger tätig waren. Das Sekretariat der COP 26 hatte angekündigt, dass die Konferenz sich nur durch Unternehmen unterstützen lassen wolle, die sich für den Klimaschutz engagieren. Erste bekannte Sponsoren waren SSE plc, Scottish Power, NatWest Group und National Grid. Weitere „Principal Partners“ sind Unilever, sky, Sainsbury’s, reckitt, Microsoft, Hitachi und gsk.
Die britische Wochenzeitung New Statesman veröffentlichte Mitte 2023 erstmals konkrete Summen der empfangenen Finanzmittel und Sachwerte, sowie Hinweisen, dass fast alle der Sponsoren hochvolumige Geschäftsbeziehungen zu Unternehmen der Öl- und Gasbranche hielten, diese berieten oder in diese investierten: Demnach berate Microsoft weiterhin Exxon Mobil und Chevron, Natwest investiere in Glencore und habe einen Kredit an RWE ausgestellt. Zudem arbeiteten Scottish Power und National Grid weiter mit Graustrom. Der Artikel verwies außerdem auf Vertragsklauseln, die den Sponsoren Einfluss auf die Programmgestaltung, Zugang zur Konferenz und hochrangigen Beamten eingeräumt hätten. So sei weder versucht worden, den Einfluss von Lobbying zu begrenzen, noch das verlautbarte Ziel der Minderung von Einflüssen aus der Branche fossiler Energien konsequent umgesetzt worden.